# ルネサンス・モスクワ・タワーズ
座標: 北緯55度45分05秒 東経37度32分04秒 / 北緯55.75139度 東経37.53444度
ルネサンス・モスクワ・タワーズまたはネヴァ・タワーズ(ロシア語: Renaissance Moscow Towers)は、ロシアのモスクワのビジネス街モスクワ・シティにある超高層ビル。ヨーロッパで4番目に高いビルである。

## 概要
ツインタワーでタワー2の高さが345m、タワー1は297mとなる予定で77階と63階になる。以前この２つのビルが建つ17・18区画はロシア・タワーという612mのビルが建つ予定だったが財政難によりキャンセルされ今に至る。オフィスやホテルなどに利用される。

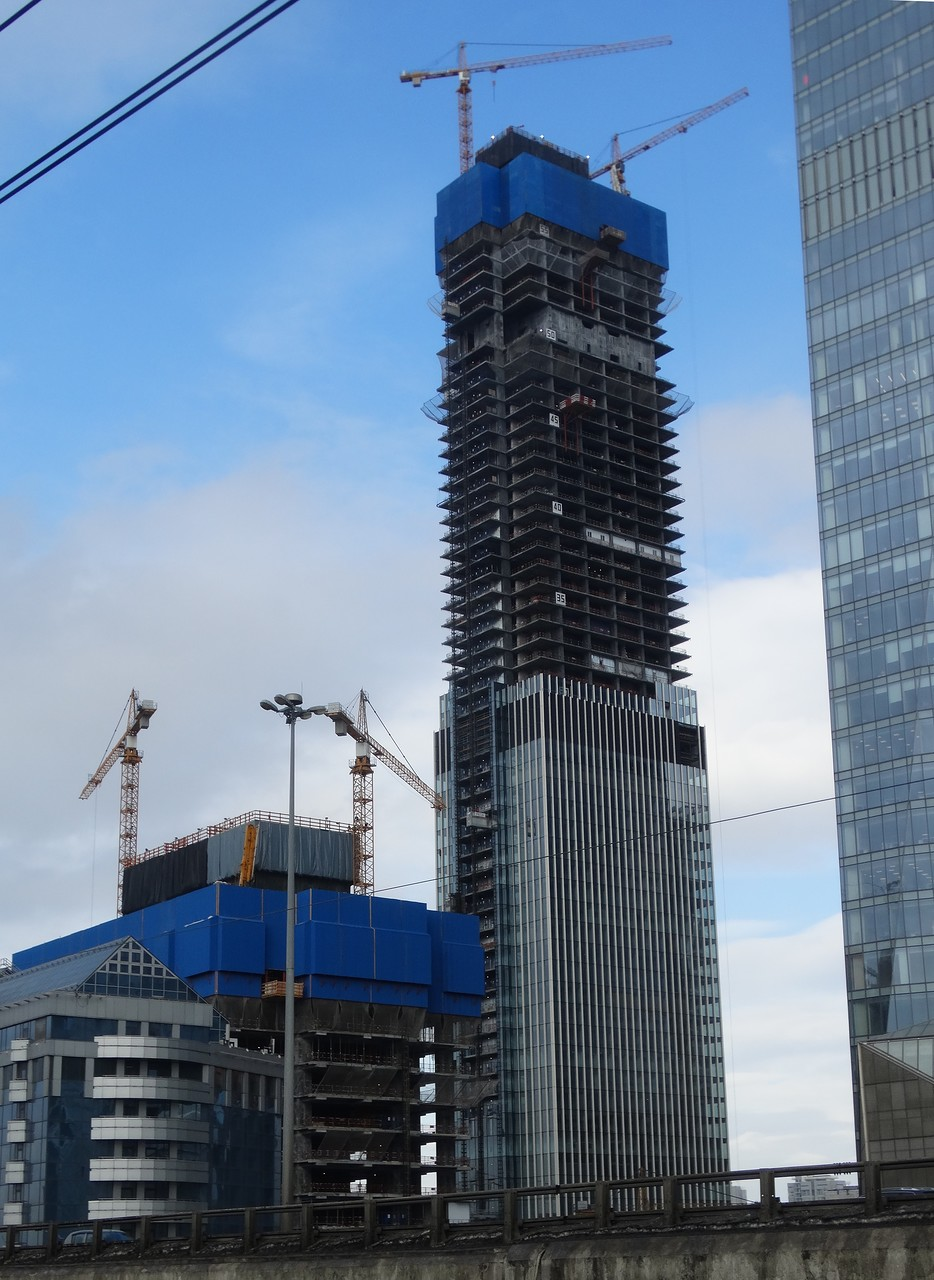
建設中の様子（2018年3月11日）

2013年に着工し、2020年に完成した。